# Josette Daydé
Josette Daydé (* 28. März 1923 in Perpignan; † 3. April 1995 in Brüssel) war eine französische Sängerin (Chansons, Operette, Swing) und Schauspielerin.
Sie spielte schon als Kind Theater,  sang  in Operetten wie Toi c'est moi (Januar 1942 im Apollo mit  Georges Guétary) und Au soleil de Marseille. Im Oktober 1940 nahm sie Cou-Cou mit dem Quintette du Hot Club de France von Django Reinhardt auf. 1942 sang sie mit den Orchestern von Alix Combelle und Raymond Legrand mit den Aufnahmen Grand-père n'aime pas le swing und Oui !.
1945 nahm sie Rhythme américaine (von Louis Gasté) auf.

## Filme
- Entrée des artistes (Theaterliebe, 1938, Regie Marc Allègret)
- La Maison des sept jeunes filles (1942, Regie Albert Valentin)
- Le Roi des resquilleurs (Ich zahle nie !, 1945, Regie Jean Devaivre), sie sang darin Quand Betty fait boop.
- Madame et son flirt (1945, Regie Jean de Maguenat)
- Studio en folies (1947, Musik-Revue-Film mit Bourvil)

## Sonstiges
2002 fand das Lied Cou-Cou, das Josette Daydé 1940 mit dem Ensemble Quintette du Hot Club de France aufnahm, Verwendung im Soundtrack des Computerspiels Mafia: The City of Lost Heaven.